# André Boisclair

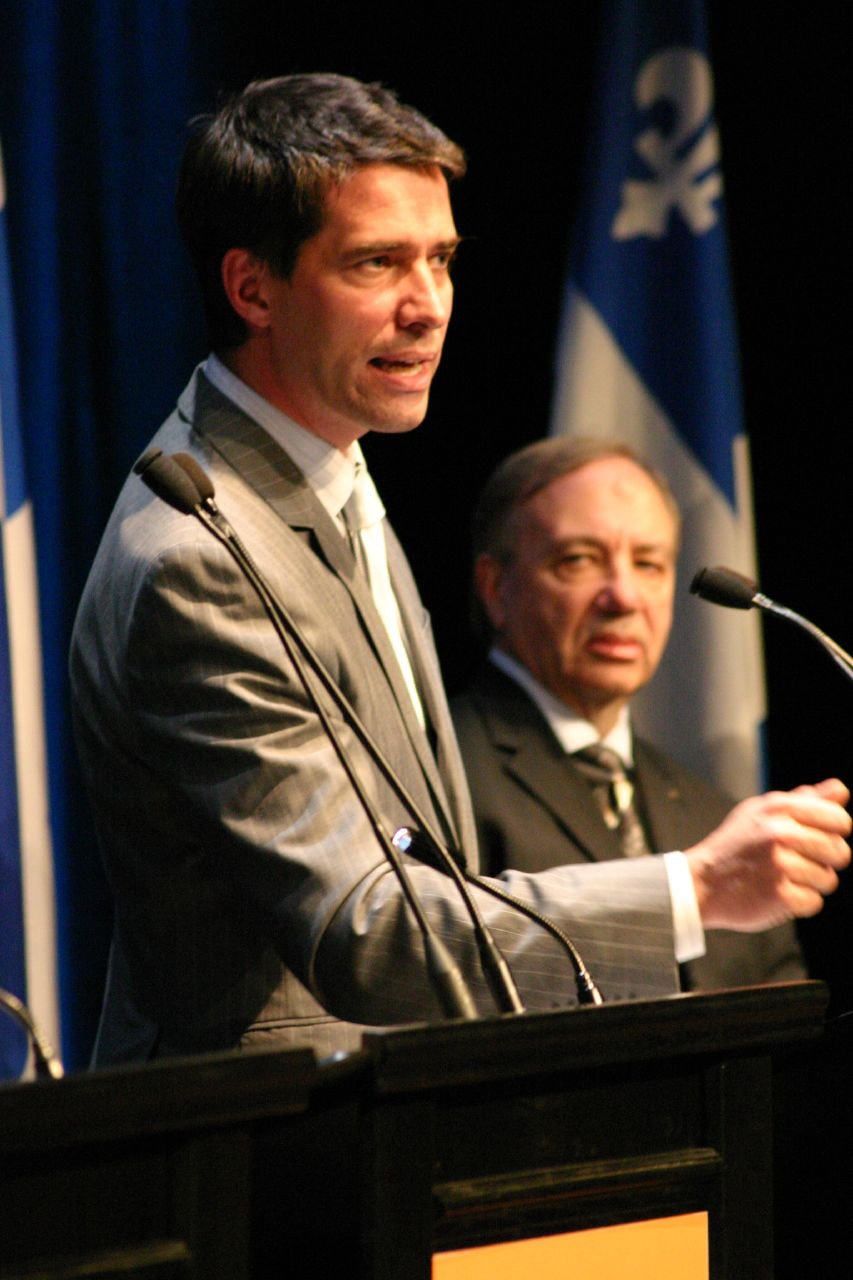
Boisclair im Jahr 2005

André Boisclair (* 14. April 1966 in Montréal, Kanada) ist ein kanadischer Politiker. Von 2005 bis 2007 war er Vorsitzender der Parti Québécois, der wichtigsten sozialdemokratischen Partei der Provinz Québec.
Zwischen Januar 1996 und März 2003 diente er in der Regierung von Québecs Premierminister Lucien Bouchard als Minister für Staatsbürgerschafts- und Einwanderungsfragen und als Minister für soziale Solidarität und in der Regierung von Bernard Landry als Umweltminister. Am 15. November 2005 entschied er die Wahl zum Vorsitzenden der Parti Québécois für sich und wurde der erste sich als homosexuell bekennende Parteivorsitzende in Nordamerika, dessen  Partei in einem Parlament vertreten ist. Am 8. Mai 2007 legte er den Parteivorsitz nieder. François Gendron wurde als Nachfolger benannt.